# Turkisk lönn
Turkisk lönn (Acer cappadocicum) är en kinesträdsväxtart som beskrevs av Johann Gottlieb Gleditsch. Turkisk lönn ingår i släktet lönnar, och familjen kinesträdsväxter. Arten förekommer tillfälligt i Sverige, men reproducerar sig inte.

## Underarter
Arten delas in i följande underarter:
- A. c. cappadocicum
- A. c. divergens
- A. c. lobelii
- A. c. sinicum
- A. c. brevialatum
- A. c. glabrescens
- A. c. indicum